# Kalle Heino
Kari "Kalle" Arvo Kalevi Heino, född 15 januari 1960 i Njurunda, Medelpad, är skådespelare. Heino har sedan 1994 medverkat i TV-serier.

## Filmografi
- Rederiet, 1994
- Tre kronor, 1995, 1996-1999
- Anmäld försvunnen, 1995
- NileCity 105,6, 1995
- Beck - Vita nätter, 1998
- Beck - Öga för öga, 1998

## Teater

### Roller
| År   | Roll | Produktion                                                                     | Regi          | Teater            |
| ---- | ---- | ------------------------------------------------------------------------------ | ------------- | ----------------- |
| 1994 |      | An der schönen blauen Donau (Geschichten aus dem Wiener Wald) Ödön von Horvath | Thomas Müller | Borås stadsteater |